# Huguinho, Zezinho e Luisinho
Os trigêmeos Huguinho, Zezinho e Luisinho (em inglês, Huey, Dewey e Louie) são patos trigêmeos fictícios de histórias em quadrinhos e desenhos animados criados em 1937 pelo escritor Ted Osborne e pelo cartunista Al Taliaferro, e são de propriedade da The Walt Disney Company. Os três são os sobrinhos do Pato Donald, filhos de sua irmã mais nova Dumbela Pato, que os colocou sob os cuidados do tio e nunca mais os buscou. A identidade do pai dos patinhos é desconhecida, nisso, Donald acaba sendo a figura paterna para os meninos, e o tio-avô Tio Patinhas é como um avô para os mesmos, uma vez que é como um pai para Donald.
Como seus tios, os meninos são patos brancos antropomórficos com bicos e pés amarelo-laranja. Eles geralmente usam camisas e bonés de beisebol coloridos, que às vezes são usados para diferenciar cada personagem. Huguinho, Zézinho e Luisinho fizeram várias aparições animadas em ambos os filmes e na televisão, mas os quadrinhos continuam sendo o meio principal. O trio é coletivamente o 11º personagem de quadrinhos mais publicado no mundo, e fora do gênero de super-heróis, perdendo apenas para Donald.
Enquanto os meninos foram originalmente criados como criadores de travessuras para provocar o famoso temperamento de Donald, aparições posteriores mostraram que eles eram ativos valiosos para ele e Patinhas em suas aventuras. Todos os três meninos são membros da organização de escoteiros, os (Escoteiros-Mirins).
No Brasil, a tradução original do trio na chegada da revista O Pato Donald em 1950 era Tico, Nico e Chico.

## Origem
Oficialmente Huguinho, Zézinho e Luisinho eram a ideia de Al Taliaferro, o artista da tira Silly Symphonies, que apresentava o Pato Donald. A Walt Disney Productions Story Dept., Em 5 de fevereiro de 1937, enviou a Taliaferro um memorando reconhecendo-o como a fonte da ideia do curta planejado "Os Sobrinhos do Donald". Os sobrinhos debutaram na história em quadrinhos de Taliaferro, que nessa época havia sido rebatizada de Donald Duck, no domingo, 17 de outubro de 1937, superando o lançamento de "Os Sobrinhos do Donald" de Donald em quase seis meses. De acordo com Don Rosa, Carl Barks afirmou que na verdade eles foram  sua criação enquanto trabalhava como escritor de curtas animados do Pato Donald em 1937.  Os nomes foram inventados pelo homem das piadas de Disney, Dana Coty, que se inspirou em Huey Long, Thomas E. Dewey e Louis Schmitt, esse último era um animador do Disney Studio nas décadas de 1930 e 1940. A introdução dos sobrinhos por Taliaferro emulou os três sobrinhos da tirinha de Happy Hooligan e também foi influenciada pelos sobrinhos de Mickey Mouse, Chiquinho e Francisquinho.

## Pedrinho
Em algumas ocasiões, desenhistas desenhavam quatro sobrinhos e o erro não foi percebido, mas foi publicado. Este quarto sobrinho foi nomeado Pedrinho pelo editor de quadrinhos Disney Bob Foster.
Um histórias em quadrinhos curta publicada pela Edmont usou Pedrinho como personagem e explicava as aparições esporádicas de Pedrinho como um estranho incidente da natureza. (O texto sueco nos dois balões de fala diz: "É um quarto sobrinho! Uma cópia exata dos outros!/Sim, provavelmente é minha melhor explicação".)

## Aparições

### Filmes
No filme de 1988, Uma Cilada para Roger Rabbit, Huguinho, Zézinho e Luisinho aparecem em uma foto em um jornal no escritório de Eddie Valiant. Em 1990, os garotos também fizeram uma aparição no Cartoon All-Stars to the Rescue. Além disso, eles também apareceram no filme Ducktales o Filme, onde eles vão em uma caça ao tesouro com seu tio Patinhas e acabam fazendo amizade com um gênio de bom coração. Conforme o filme avança, eles fazem desejos inimagináveis e acabam tendo que ajudar o tio Patinhas a enfrentar um velho inimigo. Eles também fazem uma participação especial de natal Mickey's Christmas Carol.

### Histórias em quadrinhos
Dentro dos quadrinhos, Huguinho, Zezinho e Luisinho muitas vezes desempenham um papel importante na maioria das histórias envolvendo seu tio Donald ou tio-avô Patinhas, acompanhando-os na maioria das suas aventuras. Também visto nos quadrinhos é a participação dos meninos nos Escoteiros-Mirins, incluindo o uso do Manual do Escoteiro-Mírim, um manual contendo todos os tipos de informações sobre praticamente todos os assuntos possíveis (no entanto, existem alguns recursos, como as antigas bibliotecas de Trala La, que contêm informações não encontradas no guia. Esta excelente organização juvenil, que tem duas metas de preservar o conhecimento e preservar o meio ambiente, foi fundamental para transformar os três irmãos de pequenos infernos em patos jovens.
Na continuidade (não oficial) do quadrinista Don Rosa, Huguinho, Zezinho e Luisinho nasceram por volta de 1940 em Patópolis. Fiel ao seu estilo jocoso, Rosa ocasionalmente faz referências sutis ao incontável mistério da vida dos três garotos: O que aconteceu com seus pais? Em sua épica série de quadrinhos A Saga do Tio Patinhas, Rosa retrata como Patinhas conhecendo Donald e seus sobrinhos, dizendo: "Eu também não estou acostumado com parentes! Os poucos que eu parecia ter ... sumiram!" Huguinho, Zezinho e Luisinho respondem: "Nós sabemos como se sente, Tio Patinhas!"
Em Heir Over the Rainbow, de Carl Barks, Huguinho, Zezinho e Luisinho, juntamente com o Pato Donald e Gastão, são testados pelo Tio Patinhas, que quer escolher um herdeiro para sua fortuna. Usando a lenda de um pote de ouro no final de um arco-íris, Patinhas dá US$ 3.000 em segredo (mil para Huguinho, Zezinho e Luisinho, outro para Gastão e o último para Donald). Donald usa seu dinheiro para pagar um novo carro, agora com US$ 1 mil em dívidas. Gastão, considerando-se muito sortudo para precisar do dinheiro em breve, esconde o dinheiro para quando e se ele precisa, fazendo com que Patinhas o considere uma opção melhor do que Donald. Huguinho, Zezinho e Luisinho emprestam seu dinheiro a um homem que afirma precisar do dinheiro para procurar um tesouro. Inicialmente pensando que eles foram enganados, Scrooge realmente considera deixar sua fortuna para Gastão , mesmo que ele veja isso como "uma péssima injustiça para o mundo", mas o homem realmente encontra o tesouro e paga as crianças de volta. Patinhas faz de Huguinho, Zezinho e Luisinho seus herdeiros. Embora isso seja desconsiderado em vários quadrinhos posteriores, parece ser a indicação mais sólida dos planos de Patinhas.

### Televisão

#### DuckTales
Mais tarde, eles estrelaram a série animada de televisão DuckTales, de 1987, na qual apareceram em aventuras com seu tio-avô, Tio Patinhas (Donald havia se alistado na Marinha dos Estados Unidos). As personalidades dos garotos nesta série foram baseadas principalmente em suas aparições em quadrinhos versus os curtas cinematográficos.
Na série DuckTales de 2017 , os três irmãos recebem mais uma vez designs, vozes e personalidades distintas: Huguinho é inteligente e lógico, Zezinho é aventureiro e entusiasmado e Luisinho é descontraído e astuto. Na nova edição, os irmãos se mudam para a mansão de Patinhas com Donald após Zezinho acidentalmente destruir sua casa-barco e viajar pelo mundo em aventuras com seus tios. Os trigêmeos também têm papéis diferentes: Huey é um marmota júnior, Zezinho gosta de aventuras e Louie quer ser como o Patinhas e gosta de fazer tudo da maneira mais fácil. Essa iteração também mudou o nome real de Zezinho para Dewford, enquanto fez de Dingus seu nome do meio, e o nome real de Luisnho para Llewellyn, um fato que o deixa constrangido. Na segunda temporada, os meninos se reencontram com sua mãe perdida, Dumbela, que revela que pretendia chamá-los de "Jet, Turbo e Rebel" antes de desaparecer, após o que Donald os nomeou.

#### Quack Pack
Huguinho, Zezinho e Luisinho também estrelaram a série dos anos 90, Quack Pack, na qual os três eram retratados como adolescentes. Em Quack Pack, os meninos receberam personalidades distintas, com Huguinho atuando como líder do grupo, Zezinho como um especialista em informática e Luisinho curtindo esportes. Depois de Quack Pack, os garotos foram revertidos para suas idades originais em aparições futuras, incluindo a série Mickey Mouse Works, na década de 2000, e depois crescidos novamente em House of Mouse. Em House of Mouse, eles serviram como a banda da casa em uma variedade de estilos diferentes (mais comumente como 'The Quackstreet Boys'). Eles também aparecem proeminentemente, em um segmento do filme animado por computador, Mickey's Twice Upon a Christmas de 2004.